# NXT TakeOver: In Your House (2020)
NXT TakeOver: In Your House (2020) – gala wrestlingu wyprodukowana przez federację WWE dla zawodników z brandu NXT. Odbyła się 7 czerwca 2020 w Full Sail University w Winter Park w stanie Floryda, oprócz Backlot Brawlu który został nagrany 28 maja na parkingu Full Sail. Emisja była przeprowadzana ekskluzywnie na żywo za pośrednictwem WWE Network. Była to dwudziesta ósma gala w chronologii cyklu NXT TakeOver i druga w 2020 roku.
Podczas gali odbyło się sześć walk. W walce wieczoru, Io Shirai wygrała NXT Women’s Championship, pokonując broniącą tytułu Charlotte Flair oraz drugą pretendentkę Rheę Ripley. W innych ważnych walkach, Karrion Kross pokonał Tommaso Ciampę poprzez techniczne poddanie, Keith Lee pokonał Johnny’ego Gargano, aby obronić NXT North American Championship oraz Adam Cole obronił NXT Championship przeciwko Velveteenowi Dreamowi w Last Chance Backlot Brawlu, który był cinematic matchem.

## Produkcja
NXT TakeOver: In Your House oferowało walki profesjonalnego wrestlingu z udziałem wrestlerów z brandu NXT. Oskryptowane rywalizacje (storyline’y) kreowane były podczas cotygodniowych gal NXT. Wrestlerzy są przedstawieni jako heele (negatywni, źli zawodnicy i najczęściej wrogowie publiki) i face’owie (pozytywni, dobrzy i najczęściej ulubieńcy publiki), którzy rywalizują pomiędzy sobą w seriach walk mających budować napięcie. Kulminacją rywalizacji jest walka wrestlerska lub ich seria. NXT TakeOver: In Your House było drugą galą cyklu TakeOver wyprodukowaną w 2020.

### Wpływ COVID-19
W wyniku pandemii COVID-19, która zaczęła wpływać na branżę w połowie marca, WWE musiało zaprezentować większość swojego programu z zestawu bez udziału realnej publiczności. Transmisje NXT odbyły się następnie w macierzystej bazie NXT w Full Sail University w Winter Park w stanie Floryda. Pandemia wymusiła również odwołanie wcześniej zaplanowanego wydarzenia TakeOver, TakeOver: Tampa Bay. TakeOver: In Your House został następnie zaplanowany, że ma się odbyć w Full Sail University, oznaczając pierwszą gale TakeOver która odbędzie się w czasie pandemii, a także pierwszą gale TakeOver która odbędzie się w Full Sail University od TakeOver: The End w czerwcu 2016 roku. Podczas gdy większość wydarzenia była transmitowana na żywo 7 czerwca 2020 roku, Backlot Brawl match został wstępnie nagrany 28 maja jako cinematic match.

### Rywalizacje
15 kwietnia na odcinku NXT, po tym jak Tommaso Ciampa przyznał, że Johnny Gargano był lepszym człowiekiem po walce One Final Beat w poprzednim tygodniu, został zaatakowany na backstage’u przez debiutującego Karriona Krossa. Po walce Krossa 20 maja, Ciampa wyzwał Krossa na pojedynek na TakeOver: In Your House.
Podczas Nocy 2 WrestleManii 36, Charlotte Flair pokonała Rheę Ripley poprzez submission i zdobyła NXT Women’s Championship. W następnym odcinku NXT, Io Shirai wygrała Six-woman Ladder match i wygrała walkę o mistrzostwo z Flair, którą Shirai wygrała przez dyskwalifikację 6 maja, po czym Ripley powróciła i uratowała Shirai. 20 maja, pojedynek Shirai i Ripley zakończył się no contestem, gdy Flair zaatakował ich obydwie. Następnie ogłoszono Triple Threat match między tą trójką na TakeOver: In Your House.

## Wyniki walk
| Nr                                 | Wyniki                                                                                      | Stypulacje                                      | Czas  |
| ---------------------------------- | ------------------------------------------------------------------------------------------- | ----------------------------------------------- | ----- |
| 1                                  | Mia Yim, Tegan Nox i Shotzi Blackheart pokonały Candice LeRae, Raquel González i Dakotę Kai | Six-Woman Tag Team match                        | 9:50  |
| 2                                  | Finn Bálor pokonał Damiana Priesta                                                          | Singles match                                   | 13:07 |
| 3                                  | Keith Lee (c) pokonał Johnny’ego Gargano                                                    | Singles match o NXT North American Championship | 20:35 |
| 4                                  | Adam Cole (c) pokonał Velveteena Dreama                                                     | Last Chance Backlot Brawl o NXT Championship    | 14:57 |
| 5                                  | Karrion Kross (ze Scarlett) pokonał Tommaso Ciampę poprzez techniczne poddanie              | Singles match                                   | 6:13  |
| 6                                  | Io Shirai pokonała Charlotte Flair (c) i Rheę Ripley                                        | Triple Threat match o NXT Women’s Championship  | 17:36 |
| (c) – mistrz/mistrzyni przed walką |                                                                                             |                                                 |       |